# Розенталь, Август (художник)
Август Августов Розенталь (болг. Август Августов Розентал; 12 декабря 1876, Иркутск, Российская империя — 22 октября 1912, с. Гечкинли, Османская империя в районе Сюльоглу провинции Эдирне современной Турции) — болгарский художник. Брат поэта и революционера Юлия Цезаря Розенталя.
Родился в семье сосланного в Сибирь польского революционера Августа Розенталя. В 1880 году семья переехала в Болгарию. С августа 1896 обучался в Государственном училище рисования (в настоящее время Национальная академия художеств).
Работал учителем в Добриче, где женился на Костенцевой Райне, дочери Михаила Костенцева. Писал иконы для храмов Батака, Пещеры и Кремиковского монастыря. Является автором проектов церквей и их иконостасов в Пожарево и Званичево. В 1909—1912 годы принимал участие в росписи икон крупнейшего в стране собора Александра Невского в Софии.
Во время балканской войны он воевал добровольцем в Болгарской армии и был убит в бою в Гечкинли 22 октября 1912 года. Большая часть произведений Розенталя были уничтожены во время бомбардировок в Софии во время второй мировой войны.